# Étage noble

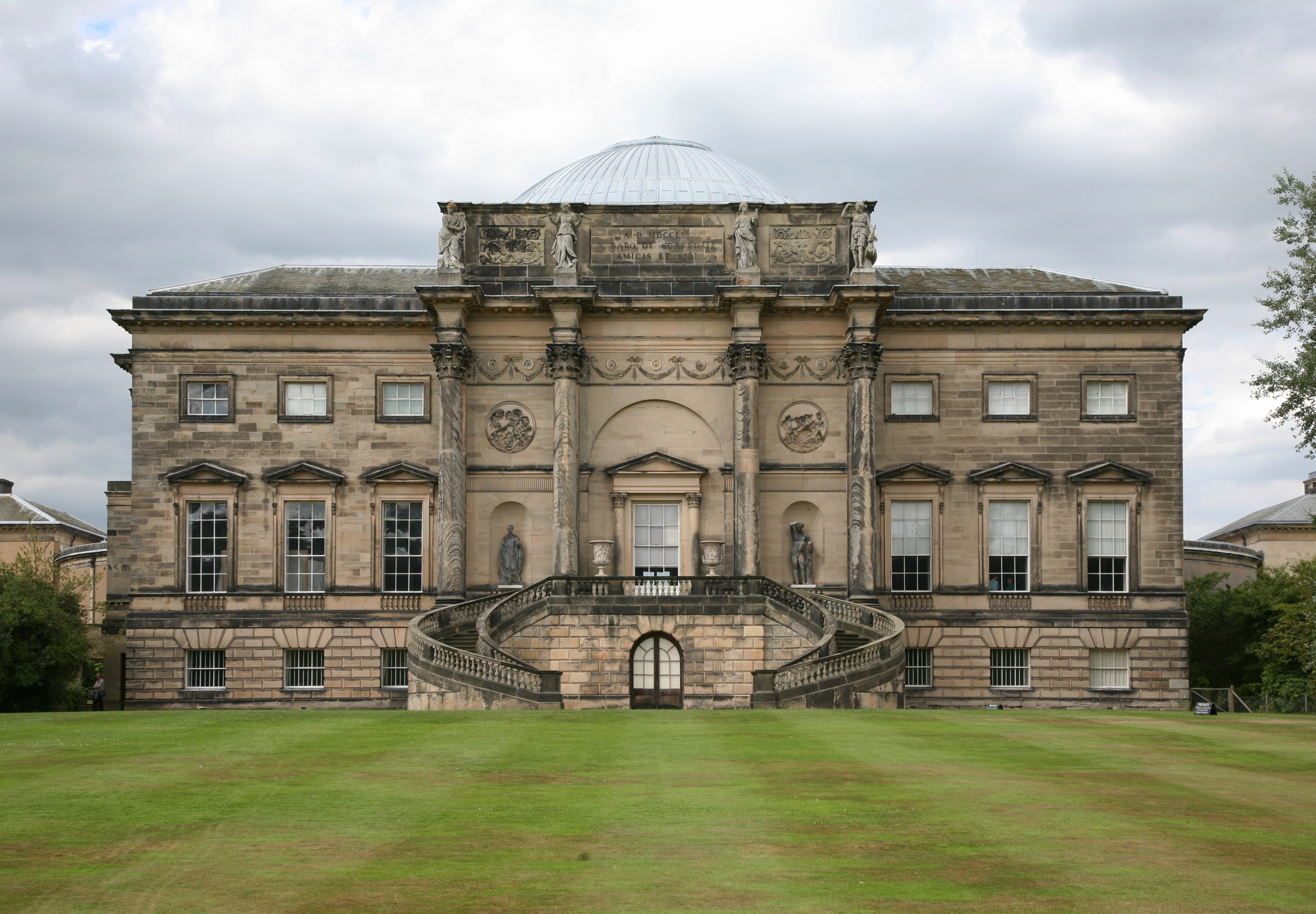
Kedleston Hall, dans le Derbyshire (Angleterre) : la façade sud, œuvre de Robert Adam. Le piano nobile se distingue par les dimensions de ses fenêtres. On y accède par un escalier extérieur.

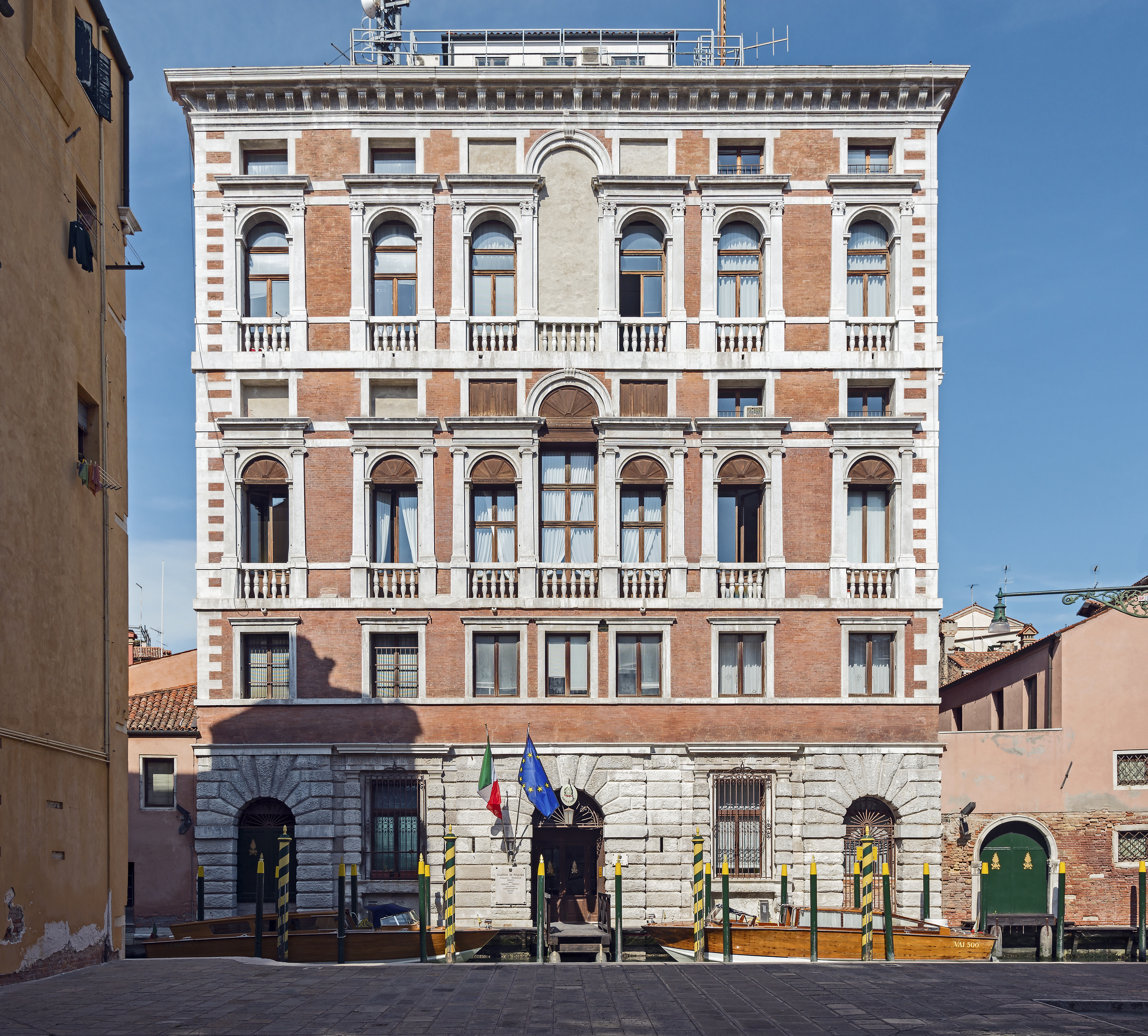
Le palais Corner Mocenigo, à Venise, avec son piano nobile sur deux niveaux.

L'étage noble (ou bel étage) est, à l'intérieur d'un palais, d’un hôtel particulier ou de toute autre vaste demeure, un étage situé généralement au premier niveau élevé ; il est pourvu de fenêtres plus hautes et plus larges que le reste du bâtiment. C'est là que se trouvent les pièces de réception et les chambres destinées à loger les invités de marque.

## Description
Dans la plupart des palais et des villas classiques, baroques ou néoclassiques, un autre étage se trouve au-dessus du piano nobile, réservé aux chambres de la famille et à des boudoirs ou petits salons. Enfin, sous les combles, se trouvent les chambres de service. La même répartition peut s'observer dans les hôtels particuliers, en France, à partir du XVIIe siècle.
Cette disposition s'est maintenue dans l'ensemble de l'Europe aussi longtemps que des demeures aristocratiques, en ville et à la campagne, ont respecté les schémas du classicisme, c'est-à-dire jusqu'au milieu du XIXe siècle. Tel fut le cas, entre autres, au palais de Buckingham.

### Lepiano nobileen Italie
La largeur et la hauteur des fenêtres, la dimension des pièces et la hauteur des plafonds forment les principales caractéristiques du piano nobile. Il occupe en général le premier étage d'un bâtiment, plus rarement le deuxième, et encore plus rarement le rez-de-chaussée. Il surplombe un rez-de-chaussée ou un entresol d'allure moins prestigieuse. Parmi les demeures en Italie qui répondent à ces critères, l'une des plus anciennes est la Villa médicéenne de Poggio a Caiano, en Toscane, qui date de la fin du XVe siècle.
Plusieurs raisons expliquent ce choix. Une situation en hauteur offre une meilleure vue sur les environs, mais elle permet aussi d'éviter l'humidité du sol. C'est encore plus vrai à Venise, où le piano nobile des palais est particulièrement visible de l'extérieur, avec ses vastes croisées, ses balcons et ses loggias, comme à la Ca' d'Oro. Dans les palais de Rome et de nombreuses autres villes d'Italie, la loggia de l'étage noble se trouve à l'intérieur, côté cour, comme aux palais Altemps ou Mattei di Giove.
Il arrive aussi, par exemple à Venise, que le piano nobile occupe deux niveaux, comme à la Ca' Vendramin Calergi ou au palais Corner Mocenigo. On parle alors de premier et de second étages nobles.
Il peut être accessible par un escalier extérieur comme à la Villa Rotonda près de Vicence, à la Villa Medicea di Artimino en Toscane, ou encore, en Sicile, au palais Biscari de Catane ou à la Villa Palagonia à Bagheria.

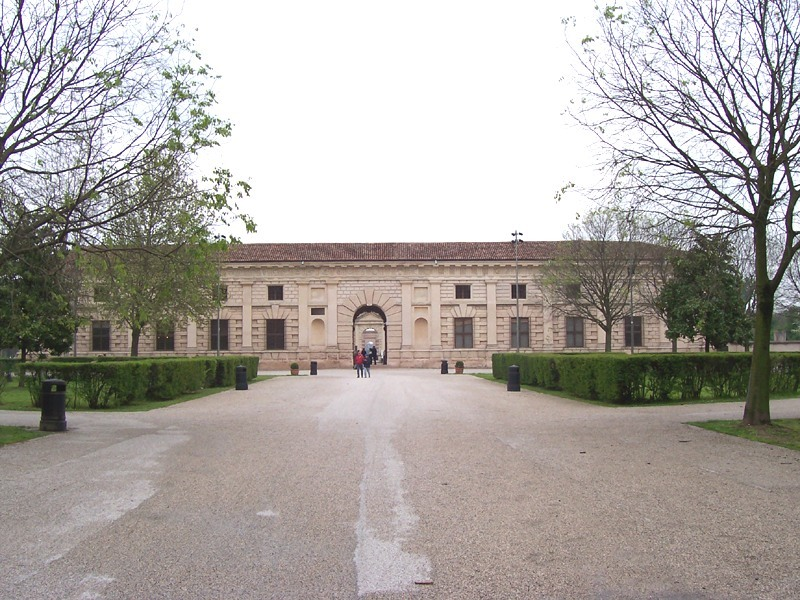
Près de Mantoue, au palais du Te, œuvre de Jules Romain, le piano nobile est au rez-de-chaussée.

### En Angleterre
En Angleterre, comme en Italie, l'étage noble est souvent accessible grâce à un escalier extérieur, par exemple à Kedleston Hall dans le Derbyshire, à Chiswick House (Londres) ; cela permet de recevoir les invités directement dans les salles d'apparat sans qu'ils aient à traverser des pièces plus modestes.

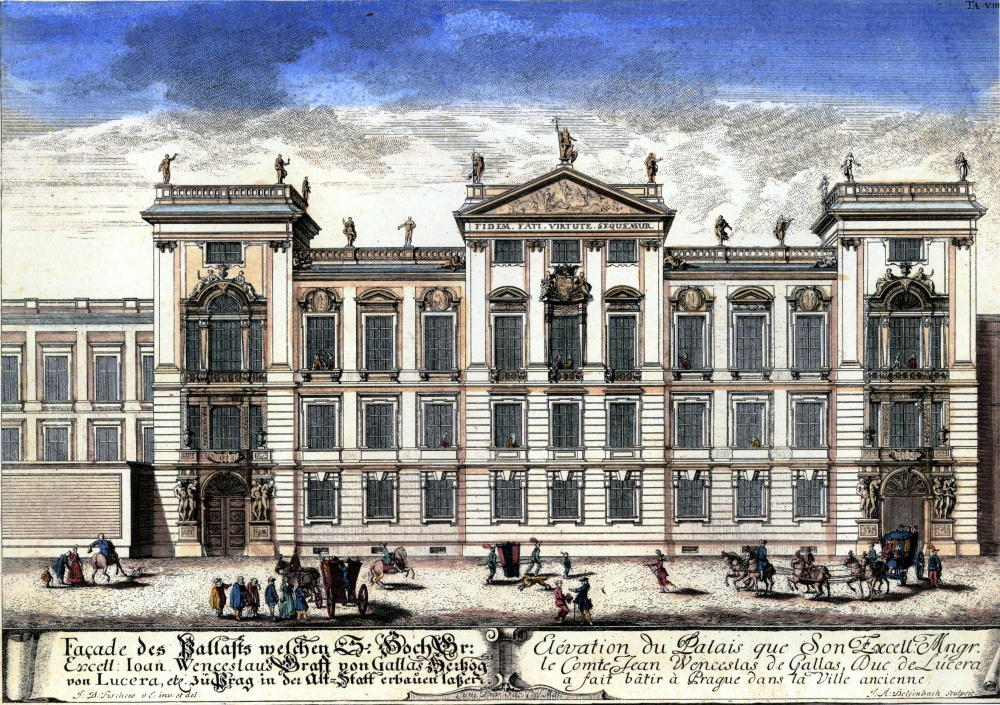
Au palais Clam-Gallas de Prague, le piano nobile est au deuxième étage.

### En Belgique
Il s'agit d'un rez-de-chaussée surélevé.